# François Pantillon
François Pantillon (* 15. Januar 1928 in La Chaux-de-Fonds; † 14. Februar 2025) war ein Schweizer Chorleiter und Komponist.

## Leben und Karriere
Seine ersten Chöre leitete François Pantillon schon mit 17 Jahren, noch als Gymnasiast. Mit 20 ging er ans Conservatoire Royal de Bruxelles, wo er fünf Jahre lang u. a. bei Carlo Van Neste studierte. Zurück in der Schweiz gründete er 1959 das Kammerorchester Capella Bernensis. 1972–1997 leitete er das Thuner Stadtorchester. Ausserdem leitete er Chöre in Bern, Biel und Neuenburg.
François Pantillon komponierte vor allem Vokalmusik, darunter Oratorien wie Clameurs du monde (1984) und eine Oper Die Richterin (1989), sowie Orchesterwerke wie die Sinfonietta Imaginaire couleur du ciel (1998) für Streicher und Perkussion.